# Luke MacFarlane
Thomas Luke Macfarlane, ibland namnangiven som Luke MacFarlane, född 19 januari 1980 i London i Ontario, är en kanadensisk skådespelare.
Macfarlane är utbildad vid The Juilliard School of drama, dance and music i New York. Under sina år på Julliard spelade Macfarlane i flera teateruppsättningar. Han har spelat i flera filmer och TV-serier och är mest känd som Scotty Wandell i Brothers & Sisters. 
Under sin tonårstid och än idag har Macfarlane varit aktiv som musiker, och har bland annat spelat i det London-baserade bandet Slipnaught (senare Fellow Nameless). Macfarlane spelar trumpet och cello.
Macfarlane är homosexuell.

## Filmografi i urval
- 2004 – Kinsey
- 2004 – Tanner on Tanner (TV-serie) (fyra avsnitt)
- 2005 – Over There (TV-serie) (13 avsnitt)
- 2006 – Recalled
- 2006 – Trapped Ashes (delen "My Twin, The Worm")
- 2006–2011 – Brothers & Sisters (TV-serie) (89 avsnitt)
- 2013 – Erection
- 2013 – Satisfaction (TV-serie) (13 avsnitt)
- 2014–2017 – The Night Shift (TV-serie) (10 avsnitt, pågår)
- 2015–2017 – Killjoys (TV-serie) (29 avsnitt, pågår)
- 2016–2017 – Mercy Street (TV-serie) (12 avsnitt, pågår)
- 2023 – Platonic (TV-serie)